# Eresia sticta
Eresia sticta är en fjärilsart som beskrevs av William Schaus 1913. Eresia sticta ingår i släktet Eresia och familjen praktfjärilar. Inga underarter finns listade i Catalogue of Life.